# Diretório Acadêmico de Ciências Contábeis da Universidade Federal Rural do Rio de Janeiro

## DACONT
O DACONT da Universidade Federal Rural do Rio de Janeiro (UFRRJ) foi fundado em 2013 pelos alunos de Ciências Contábeis da Rural, seu principal objetivo era intensificar o movimento estudantil interno e com isso ajudar a desenvolver seu curso. Dentre as suas contribuições, somam as viagens para congressos, chopadas, semanas acadêmicas e cobrança por melhores condições de ensino e sua fundação foi feita seguindo os parâmetros legais que regem os movimentos estudantis. 
Como foi o primeiro Diretório Acadêmico de Ciências Contábeis, os membros fundadores encontraram inúmeros desafios ao tomar posse da gestão, como por exemplo o desenvolvimento do estatuto, a formulação de meios viáveis para gerir o DA e a luta para conseguir um espaço físico com a finalidade de se estabelecer definitivamente. 
A Chapa vencedora das eleições foi a CriAção, composta por alunos no 3º e 5º período que tiveram a proatividade necessária para desenvolver o DACONT.

## Criação

### Membros fundadores
- Presidente             - Marco Aurélio
- Vice-presidente        - Leandro Clayton
- Diretor financeiro     - Filipe de Oliveira Rodrigues Ornelas
- Diretor pedagógico     - Fernando Rodrigues
- Diretor de eventos    - Marcio Santos
- Diretor administrativo - Suathê Henrique

## UFRRJ
A Universidade Federal Rural do Rio de Janeiro (UFRRJ) é uma centenária universidade brasileira localizada no município de Seropédica no km 7 da BR-465, Rio de Janeiro. É a universidade com o maior campus universitário da América Latina com aproximadamente 3024 hectares e um conjunto arquitetônico de 131346 metros quadrados de área construída. Historicamente é conhecida como Universidade Rural do Brasil, por ter estabelecido as bases do ensino agropecuário no país.